# Cophixalus rajampatensis
Cophixalus rajampatensis es una especie de anfibios anuros de la familia Microhylidae.

## Distribución geográfica
Es endémica de las selvas de la isla de Batanta y de Waigeo, en las islas Raja Ampat (Indonesia).